# 瑪克蘇爾札布
瑪克蘇爾札布（18世纪—1812年），卫拉特蒙古杜尔伯特部人，绰罗斯氏。清朝蒙古王公，第三代杜尔伯特汗。车臣台吉的玄孙，固哩达什的曾孙，第一代杜尔伯特汗车凌的孙子，第二代杜尔伯特汗索諾木袞布长子。
乾隆三十四年（1769年）索諾木袞布去世，瑪克蘇爾札布袭封杜尔伯特部札萨克特古斯库鲁克达赖汗。乾隆四十七年（1782年），乾隆帝下诏命他世袭罔替杜尔伯特汗。嘉庆十七年（1812年）瑪克蘇爾札布去世，其子旺拉布袭封杜尔伯特汗。